# Thienemannimyia festiva
Thienemannimyia festiva är en tvåvingeart som först beskrevs av Johann Wilhelm Meigen 1838.  Thienemannimyia festiva ingår i släktet Thienemannimyia och familjen fjädermyggor. Inga underarter finns listade i Catalogue of Life.